# Oió (distrito)
Oió (Oyo) é um distrito do departamento de Cuvette, na República do Congo.